# 고담 나이트 (비디오 게임)
고담 나이트(Gotham Knights)는 WB 게임즈 몬트리올이 개발하고 워너 브라더스 게임즈가 배급한 2022년작 액션 롤플레잉 게임이다. 배트맨: 고담 나이트 코믹스 시리즈에서 영감을 얻고 DC 코믹스 캐릭터인 배트맨과 그의 조력자들을 기반으로 한 이 게임은 배트맨 사망 직후 몰락기에 접어든 고담시에서 정의를 회복하려는 나이트윙, 배트걸, 로빈, 레드 후드를 중심으로 전개된다. 그들의 멘토의 죽음으로 이어진 사건들을 조사하는 동안, 영웅들은 고담시를 장악하기 위해 싸우는 두 비밀 조직인 올빼미 법정과 그림자 연맹 간의 고대 분쟁에 휘말린다.
게임플레이는 3인칭 시점으로 진행되며, 각 플레이어블 캐릭터의 이동 및 전투 능력을 사용하여 적을 물리치고 환경을 탐험하는 것에 중점을 둔다. 플레이어는 고담시를 자유롭게 돌아다니며, 캐릭터와 상호작용하고, 임무를 수행하며, 경험치 및 기타 자원을 얻어 캐릭터와 장비를 레벨업할 수 있다. 스토리 외에도, 플레이어는 부가 임무를 완료하여 추가 콘텐츠와 수집 아이템을 해제할 수 있다. 협동온라인 멀티플레이 모드도 포함되어 있으며, 두 명의 플레이어가 자신들의 게임 진행 상황을 공유하면서 싱글 플레이 캠페인을 함께 플레이할 수 있다.
고담 나이트는 2022년 10월 21일에 플레이스테이션 5, 윈도우, 그리고 엑스박스 시리즈 X/S용으로 출시되었다. 플레이스테이션 4 및 엑스박스 원용 버전도 계획되었으나, 최종적으로 취소되었다. 이 게임은 엇갈린 평가를 받았지만, 협동 모드와 주연 캐릭터들의 특징 묘사는 칭찬을 받았다.

## 게임플레이
고담 나이트는 오픈 월드인 고담시를 배경으로 한 액션 롤플레잉 게임이다. 게임에는 나이트윙, 배트걸, 로빈, 그리고 레드 후드 네 명의 플레이어블 캐릭터가 등장한다. 각 캐릭터는 자신만의 독특한 플레이 스타일과 능력을 가지고 있으며, 예를 들어 로빈은 저스티스 리그 위성을 통해 순간이동할 수 있다. 플레이어는 캐릭터를 레벨업할 수 있지만, 적들도 자동으로 레벨업된다. 또한 배트사이클과 같은 차량을 사용하여 도시를 탐험할 수 있다. 낮에는 팀의 작전 기지 역할을 하는 벨프리에서 활동하며, 플레이어는 캐릭터를 전환하고 진행 상황을 관리하여 다음 임무를 준비할 수 있으며, 벨프리를 떠나면 게임은 밤으로 시간이 진행된다.
내러티브 캠페인은 솔로 플레이도 가능하지만, 이 게임은 두 명의 플레이어가 서로에게 영향을 주지 않고 언제든지 드롭인/드롭아웃할 수 있는 2인 협동 멀티플레이 모드도 제공한다. 2022년 11월에는 "히로익 어썰트"라는 별도의 4인 협동 모드가 도입되었다. 이 모드에서 플레이어는 아레나와 같은 환경에서 30개 레벨에 걸쳐 적과 싸우며 다양한 목표를 완료한다.

## 시놉시스

### 배경 및 등장인물
이 게임은 브루스 웨인/배트맨 (마이클 안토나코스)과 경찰청장 제임스 고든의 죽음 이후 고담시를 배경으로 하며, 이로 인해 범죄와 경찰 부패가 증가했다. 플레이어는 배트맨의 이전 제자 네 명—딕 그레이슨/나이트윙 (크리스토퍼 숀), 바바라 고든/배트걸 (아메리카 영), 팀 드레이크/로빈 (슬론 모건 시걸), 그리고 제이슨 토드/레드 후드 (스티븐 오영)—의 역할을 맡아, 배트맨으로부터 미리 녹음된 메시지를 받은 후 고담을 보호함으로써 그의 유산을 이어나가려 한다.
게임 중에 기사들은 여러 슈퍼 빌런과 충돌하게 되는데, 주로 식민지 시대부터 내려온 비밀 사회인 올빼미 법정과 탈론이라 불리는 암살자 군단으로 고담을 장악하려 하는 조직, 그리고 아버지 라스 알 굴 (나비드 네가반)의 죽음 이후 탈리아 알 굴 (에밀리 오브라이언)이 이끄는 그림자 연맹이다. 기사들은 또한 미스터 프리즈 (도널드 창), 할리 퀸 (카리 월그런), 클레이페이스 (브라이언 킨), 맨-배트 코만도, 그리고 펭귄 (일라이어스 투펙시스)과도 다툰다. 스타로 (마크 메어)는 "히로익 어썰트" 모드에 등장한다.
조력자로는 브루스의 전 집사인 알프레드 페니워스 (길다트 잭슨)가 있으며, 그는 기사들에게 기술적인 지원과 정신적인 지지를 제공한다. 고담에 몇 안 남은 정직한 경찰 중 하나인 경찰관 르네 몬토야 (크리치아 바호스), 브루스의 삼촌이자 부유한 사업가인 제이콥 케인 (토미 얼 젠킨스)과 그의 아내 커미셔너 캐서린 케인 (리즈 버넷); 전 웨인 테크 직원으로 폭스텍 CEO가 된 루시우스 폭스 (피터 제이 페르난데스); 고담 시 뉴스 앵커우먼 누르 라시드 (제라 파잘); 언론인 아르투로 로드리게스 (마테오 다마토), 고담 시 시장 브랜든 차이 (데이비드 시); 그리고 은퇴 후 어머니의 직업인 의사를 이어받은 레슬리 톰킨스의 딸 제이다 톰킨스 (키샤 캐슬휴즈)가 있다.

### 줄거리
배트맨은 배트케이브에서 라스 알 굴의 습격을 받아 치명상을 입는다. 승산이 없자 배트맨은 배트케이브에 자신과 라스를 봉인하고 자폭 프로토콜을 실행하여 둘 다 죽는다. 배트맨의 죽음은 "코드 블랙" 비상 계획을 발동시켜 나이트윙, 배트걸, 레드 후드, 로빈을 소환한다. 그의 마지막 행동으로, 배트맨은 유니온 스테이션 시계탑에 위치한 벨프리라는 백업 기지를 남기고, 그의 모든 조사 파일과 함께 그의 제자들에게 배트맨이 사라진 것을 범죄자들이 알게 되면 고담이 그 어느 때보다 그들을 필요로 할 것이라고 말한다. 배트맨의 유언을 이어가기로 결심한 네 명의 영웅은 힘을 합쳐 고담 나이트를 결성한다.
브루스의 삼촌인 제이콥 케인이 참석한 장례식 이후, 알프레드 페니워스의 도움으로 기사들은 벨프리를 가동시키고 배트맨이 남긴 단서 중 하나인 과학자 커크 랭스트롬을 추적한다. 기사들은 랭스트롬이 살해당한 것을 발견하고, 그의 비밀 연구가 담긴 하드 드라이브를 발견한다. GCPD 영안실에 잠입하여 랭스트롬의 DNA 암호화 키를 회수하려 할 때, 그들은 탈리아 알 굴과 마주치는데, 그녀는 라스의 시신을 불태우고 기사들에게 그림자 연맹이 곧 고담에 행동을 취할 것이라고 경고한다. 기사들은 그 후 블랙게이트 교도소에 수감되어 있던 할리 퀸으로부터 배트맨을 위해 다른 단서를 조사하고 있다는 메시지를 받는다. 기사들은 그녀의 정보를 회수하고 수세기 동안 이어진 음모의 증거를 발견하는데, 여러 폭력 범죄자들이 그들의 범죄 목격자들이 의문스럽게 살해된 후 블랙게이트에서 조기 석방되었고, 랭스트롬이 가장 최근 희생자였다는 것이다. 기사들은 그 후 펭귄과 맞서는데, 그가 이 음모에 연루되었다고 의심한다. 펭귄은 그들에게 그림자 속에서 고담을 지배한다고 알려진 비밀 사회인 올빼미 법정의 존재를 알려주고, 기사들에게 초엘리트 클럽인 파워스 클럽을 조사하도록 안내한다.
기사들은 파워스 클럽에 잠입하여 올빼미 법정이 실재한다는 것을 발견하고, 오래된 열쇠를 가지고 탈출한다. 배트맨이 몰래 법정을 조사하고 있었다는 것을 깨달은 기사들은 찾을 수 있는 모든 정보를 탐색하지만, 법정이 젊음의 샘을 찾고 있다는 것만 알아낸다. 기사들은 열쇠를 사용하여 고담 지하의 비밀 광산에 접근하는데, 그곳에서 법정은 라자러스 웅덩이의 희석된 버전인 다이오니슘이라는 화합물을 합성하여 탈론이라 불리는 언데드 슈퍼 솔저를 만들고 있었다. 탈리아는 연맹이 법정을 감시하고 있으며, 그들을 제거하기 위해 고담 전체를 파괴할 준비를 하고 있다고 밝히고, 연맹이 동원되기 전에 기사들이 법정을 물리쳐야 한다고 조언한다. 기사들은 올빼미 법정이 주최하는 오차드 호텔의 가면무도회에 잠입한다. 펭귄의 어머니인 콘스턴스 코블팟이 회원이라는 것을 알게 된 기사들은 그들의 지도자(법정의 목소리라는 칭호를 가진)의 신분을 밝혀내고, 그가 제이콥 케인이라는 것을 알고 충격을 받는다. 케인은 브루스가 배트맨이었다는 것을 알고 있었고, 기사들의 비밀 신분도 알고 있다며, 자신의 계획에 방해하지 말라고 경고한다. 기사들은 그 후 연맹 암살자들이 가면무도회를 공격하여 케인, 콘스턴스, 그리고 공격을 피한 사람들을 제외한 많은 법정 회원들을 학살하자 도망칠 수밖에 없었다. 기사들은 계속해서 법정을 조사하며, 고담을 장악하기 위해 탈론 군대를 깨우려는 그들의 계획을 늦춘다.
케인을 엮을 증거를 충분히 확보한 기사들은 신뢰의 표시로 자신의 진짜 신분을 공개하며 GCPD의 신뢰할 만한 형사인 르네 몬토야에게 도움을 청한다. 몬토야는 기사들이 케인 산업의 강화된 본부에서 케인을 제거할 수 있는 한, 체포 영장을 발부하고 케인을 체포하기로 동의한다. 기사들은 방어를 뚫고 케인을 체포하지만, 그는 구금되기 전에 탈리아에게 암살당한다. 탈리아는 그녀가 자신을 위해 기사들을 조종하여 법정을 해체했으며, 이제 고담의 모든 부패를 정화하기 위해 연맹을 이끌 계획이라고 밝힌다.
기사들은 탈리아의 흔적을 따라 아캄 어사일럼 폐허로 향하는데, 그곳에서 연맹이 랭스트롬의 연구와 라자러스 웅덩이 물을 이용하여 돌연변이 맨-배트를 만들었음을 알게 된다. 맨-배트를 처리한 후, 기사들은 고담 묘지 지하의 터널 네트워크로 연맹을 따라가는데, 그곳에서 배트케이브 폐허 아래 라자러스 웅덩이를 발견한다. 탈리아는 그녀가 브루스의 시신을 훔쳐 라자러스 웅덩이에서 되살렸으며, 그 힘을 이용하여 그를 세뇌하여 연맹의 다음 지도자로 만들었다고 밝힌다. 기사들은 감정적인 호소를 통해 브루스를 세뇌에서 해방시키고 탈리아를 물리쳐 그녀를 후퇴시킨다. 그러나 새로운 목소리가 이끄는 법정 회원들이 라자러스 웅덩이를 차지하기 위해 도착하고, 브루스는 배트윙을 웅덩이에 박아 자신을 희생하여 웅덩이를 파괴한다.
그 결과, 탈리아와 연맹은 고담을 버리고 몇몇 암살자들만 남겨 영웅들을 괴롭히게 한다. 법정은 은둔하지만 그림자 속에서 계속 음모를 꾸민다. 케인을 폭로할 계획과 함께 고담 시민들을 안심시키기 위해 기사들은 도시가 그들의 보호 아래 있음을 선언하는 공개 연설을 한다.

## 개발
고담 나이트의 개발은 배트맨 아캄 나이트 이후 10년이 지난 배트맨 비욘드에서 영감을 받은 속편으로 시작되었다. 이 게임은 데미안 웨인을 주인공으로 삼았고, 아캄 시리즈와 더 많이 연결되어 여러 반복되는 캐릭터를 특징으로 했다. 결국, 이 게임은 현재 상태로 재정비되어 아캄 시리즈와의 모든 연결을 제거했다.
WB 게임즈 몬트리올은 이전에 배트맨: 아캄 오리진을 개발했으며, 게임에 배트맨: 아캄 시리즈의 많은 동일한 캐릭터가 등장하고, 심지어 배트맨: 아캄 나이트의 결말 (배트맨이 죽은 것으로 보임)과 유사한 전제를 가지고 있음에도 불구하고, 고담 나이트는 그 게임들과는 완전히 분리된 독창적인 스토리를 특징으로 한다. 이 게임은 The CW의 제목이 비슷한 텔레비전 시리즈와도 관련이 없으며, 이 시리즈는 브루스 웨인의 죽음과 올빼미 법정을 적대자로 포함하는 일부 유사한 플롯 포인트를 특징으로 한다. 고담 나이트는 언리얼 엔진 4로 개발되었다. 플레이스테이션 4 및 엑스박스 원 버전도 개발 중이었지만, 개발사가 "플레이어에게 최고의 게임플레이 경험을 제공"하기 위해 최종적으로 취소되었다. 콘솔에서 이 게임은 30프레임으로 고정되어 있다.

## 출시
고담 나이트는 2020년 8월 DC 팬돔이라는 가상 행사에서 공개되었다. 이 게임은 원래 2021년에 플레이스테이션 4, 플레이스테이션 5, 윈도우, 엑스박스 원, 그리고 엑스박스 시리즈 X/S용으로 출시될 예정이었으나, 2022년으로 연기되었다. 플레이스테이션 4 및 엑스박스 원 버전은 나중에 취소되었다. 이 게임은 2022년 10월 21일에 출시되었다.

### 마케팅
에반 나르시스가 쓰고 에이벨이 그린 리미티드 시리즈 만화책인 배트맨: 고담 나이트 – 길디드 시티는 고담 나이트의 타이인 및 전편 역할을 하며, 배트맨의 죽음 이전 마지막 사건을 탐구한다. 이 책은 같은 해 10월 25일에 출시되었으며, 이후 매달 발행되었다. 리미티드 시리즈의 각 호에는 인게임 아이템 코드가 포함되어 있으며, 만화책 6권을 모두 구매하는 사람에게는 일곱 번째 아이템이 제공되었다.

## 평가

### 비평가 평가
고담 나이트는 리뷰 애그리게이터 웹사이트 메타크리틱에 따르면 비평가들로부터 "혼합 또는 평균"적인 평가를 받았다. 게임 인포머는 게임의 협동 게임플레이를 칭찬했지만, 임무 목표, 전투, 그리고 부가 활동을 비판했다. 게임스팟은 게임의 스토리와 루트 시스템에 대한 집중을 비판했으며, 게임 목표가 다양성이 부족하다고 한탄했지만, 협동 게임플레이와 네 명의 주연 캐릭터 특징 묘사는 칭찬했다. IGN은 이 게임이 배트맨: 아캄 시리즈의 부족한 후속작이라고 느꼈다. 그들은 의상 업그레이드 옵션을 칭찬했지만, 전투가 너무 압도적이지 않아서 게임의 그라인딩에 대한 집중을 정당화할 수 없다고 느꼈다.

### 판매량
고담 나이트는 출시 첫 주에 영국에서 두 번째로 많이 팔린 게임이었다. 일본에서는 플레이스테이션 5 버전이 출시 주에 3,125장의 실물 판매를 기록하며, 해당 주 일본에서 13번째로 가장 많이 팔린 소매 게임이 되었다.

### 수상
고담 나이트는 제21회 시각 효과 협회상에서 리얼타임 프로젝트 부문 최우수 시각 효과상 후보에 올랐으며, 제26회 D.I.C.E. 어워드에서는 최우수 음향 디자인상 후보에 올랐다.

## 참고 사항
1. ↑  Prologue cinematic and Batman theme by 베어 매크리리.